# Emma Pedreira
Emma Pedreira Lombardía (La Coruña, 11 de noviembre de 1978) es una escritora española en lengua gallega.

## Biografía
Licenciada en Filología Hispánica, es poeta y narradora enmarcada en la Generación del 90. Formó parte de la Plataforma de Crítica Feminista A Sega entre 2016 y 2019. En 2018 colaboró en la revista Ligeia.
En 2018 ganó el Premio de la Crítica de narrativa gallega por su libro Bibliópatas e fobólogos y también el Premio Xerais de novela, por Besta do seu sangue, obra que según el jurado es una «propuesta transgresora caracterizada por su multiplicidad de voces, su esencialismo narrativo y por exhibir diversos registros».
En 2019 ganó el Premio Jules Verne de literatura juvenil con Os corpos invisibles en el que el jurado destacó «la originalidad de la perspectiva adoptada para el desarrollo de la trama; la innovación en su acercamiento a un clásico universal y autores ingleses de la época victoriana; el feminismo firme de la obra; el retrato social centrado en la problemática de la mujer y la visibilización del papel de la mujer». Este libro fue considerado como el mejor libro juvenil del año por la revista electrónica Fervenzas Literarias y ganó el premio al mejor trabajo juvenil en los Premios da Gala do Libro Galego, 2020. Su obra ha recibido muchos otros premios como el Eusebio Lorenzo Baleirón de 1999 por Grimorio. En Os libros que hai en min, 2021, la autora nos narra su relación con los libros y la lectura.
El conjunto de su obra compuesta de ensayos, libros de poesías y narrativa se puede encontrar actualizada en la Asociación de Escritoras y Escritores en Lengua Gallega, y en las bases de datos de la Biblioteca Nacional de España y Dialnet.